# 稲沢市立稲沢東小学校
稲沢市立稲沢東小学校（いなざわしりついなざわひがししょうがっこう）は、愛知県稲沢市長野6丁目50番地にある市立の小学校である。愛称は稲東（いなとう）。
明治時代に開校した。JR東海道本線稲沢駅から北1kmに位置する。周辺は閑静な環境である。名古屋のベッドタウンとして、宅地が急増している地区もある。

## 校訓・校歌

### 校訓
- 丈夫で精出せ/明るく/正しく

丈夫で精出せ
- 心身ともにたくましい子
- つらさに耐えて、ねばり強くやりとげる子

明るく
- 心豊かで、思いやりのある子
- 礼儀正しく、素直にあいさつできる子

正しく
- 深く考え、自ら進んで学習できる子
- きまりを守り、人と協力できる子

### 校歌
- 作詞：加藤秀

## 沿革
- 1873年（明治6年） - 下津村に不朽学校、長野村に明誼学校、於保村に小学研道学校が開校。
- 1876年（明治9年） - 不朽学校が下津学校、明誼学校が長野学校、小学研道学校が於保学校に改称する。
- 1877年（明治10年） - 赤池村が長野学校から離脱し、赤池学校が開校。
- 1879年（明治12年） - 於保学校から小学川曲学校、長野学校から治郎丸学校が分離する。
- 1887年（明治20年） - 学校の統廃合により、尋常小学稲沢学校、尋常小学下津学校、尋常小学日下部学校となる。
- 1892年（明治25年） - 学校の統廃合により、一治尋常小学校（一治村）、下津尋常小学校（下津村）、山形尋常小学校（山形村）、国府宮尋常小学校（国府宮村）となる。
- 1906年（明治39年）5月10日 - 中島郡稲沢町、一治村、国府宮村、山形村、下津村、中島村の一部、稲保村の一部、大江村の一部が合併し、稲沢町が発足。
- 1907年（明治40年）1月1日 - 一治尋常小学校、下津尋常小学校、山形尋常小学校、国府宮尋常小学校が統合され、長野尋常小学校となる。
- 1909年（明治42年）2月1日 - 稲沢東尋常小学校に改称する。
- 1916年（大正5年）4月20日 - 高等科を設置し、稲沢東尋常高等小学校に改称する。
- 1918年（大正7年）1月1日 - 高等科を廃止し、稲沢東尋常小学校に改称する。
- 1941年（昭和16年）4月1日 - 稲沢東国民学校に改称する。
- 1947年（昭和22年）4月1日 - 稲沢町立稲沢東小学校に改称する。
- 1958年（昭和33年）
  - 11月1日 - 稲沢町が市制施行し稲沢市となる。同時に稲沢市立稲沢東小学校に改称する。
  - 11月8日 - 新校舎（鉄筋コンクリート造3階建）が完成する。
- 1966年（昭和41年）2月25日 - 校舎（二号館・鉄筋コンクリート造3階建）が完成する。
- 1967年（昭和42年）7月 - プールが完成する。
- 1972年（昭和47年）4月1日 - 稲沢市立下津小学校を分離する。
- 1975年（昭和50年）4月30日 - 屋内運動場が完成する。
- 1977年（昭和52年）3月 - 校舎（三号館・鉄筋コンクリート造3階建）が完成する。
- 1981年（昭和56年）4月1日 - 稲沢市立小正小学校を分離する。

## 通学区域
- グレイシア、アトレ、けやき地区、稲島町（名鉄名古屋本線以東）、稲島法成寺町、東畑7丁目、小池正明寺町（北街道）、下津北山1丁目の一部、長野町（東海道本線以東を除く）、長野1丁目、長野2丁目、長野3丁目、長野4丁目、長野5丁目、長野6丁目、陸田馬山町、陸田花塚町、陸田丸之内町、子生和町（八幡を除く）、子生和坂田町、子生和小原町、子生和円場町、子生和八島町、子生和住吉町、子生和子安賀町、子生和神明町、子生和山王町、子生和池田町、島町、島高須賀町、島東之郷町、島子安賀町、島小原町、島北浦町、島下畑町、島本郷町、島寺西町、島新田町、治郎丸古江町、治郎丸白山町、治郎丸高須町、治郎丸北町、治郎丸大明町、治郎丸神木町、治郎丸東町、治郎丸西町、治郎丸中町、治郎丸土井町、治郎丸南町、治郎丸清敷町、治郎丸郷前町、治郎丸細道町、治郎丸大角町、治郎丸天神町、治郎丸石塚町、治郎丸柳町、治郎丸椿町、治郎丸元町、赤池池田町、国府宮町、国府宮神田町、国府宮1丁目、国府宮2丁目の一部、国府宮3丁目の一部、国府宮4丁目、小池1丁目の一部、駅前1丁目、駅前2丁目の一部[1]。

## 進学先中学校
- 稲沢市立稲沢中学校
  - 稲島町（名鉄名古屋本線以東）、稲島法成寺町の一部、国府宮神田町、国府宮1丁目、国府宮2丁目の一部、国府宮3丁目の一部、国府宮4丁目、国府宮町。
- 稲沢市立治郎丸中学校
  - 赤池池田町、稲島法成寺町の一部、駅前1丁目、駅前2丁目の一部、下津北山1丁目の一部、陸田丸之内町、陸田花塚町、陸田馬山町、小池1丁目の一部、小池正明寺町（北街道）、子生和坂田町、子生和小原町、子生和円場町、子生和八島町、子生和住吉町、子生和子安賀町、子生和神明町、子生和山王町、子生和池田町、子生和町（八幡を除く）、島高須賀町、島東之郷町、島子安賀町、島小原町、島北浦町、島下畑町、島本郷町、島寺西町、島新田町、島町、治郎丸古江町、治郎丸高須町、治郎丸北町、治郎丸大明町、治郎丸神木町、治郎丸柳町、治郎丸椿町、治郎丸東町、治郎丸西町、治郎丸中町、 治郎丸元町、治郎丸白山町、治郎丸土井町、治郎丸南町、治郎丸清敷町、治郎丸郷前町、治郎丸細道町、治郎丸大角町、治郎丸天神町、治郎丸石塚町、長野町（東海道本線以東を除く）、長野1丁目、長野2丁目、長野3丁目、長野4丁目、長野5丁目、長野6丁目、東畑7丁目。

## 最寄駅
- JR東海道本線稲沢駅
- 名鉄名古屋本線国府宮駅